# دانیل رادنی
دانیل رادنی (به انگلیسی: Daniel Rodney) سناتور سابق عضو حزب ملی جمهوری‌خواه بود. وی در سال ۱۸۲۶ تا ۱۸۲۷ میلادی سناتور ایالت دلاویر در سنای ایالات متحده آمریکا بود.